# Liste des gares de la Dordogne

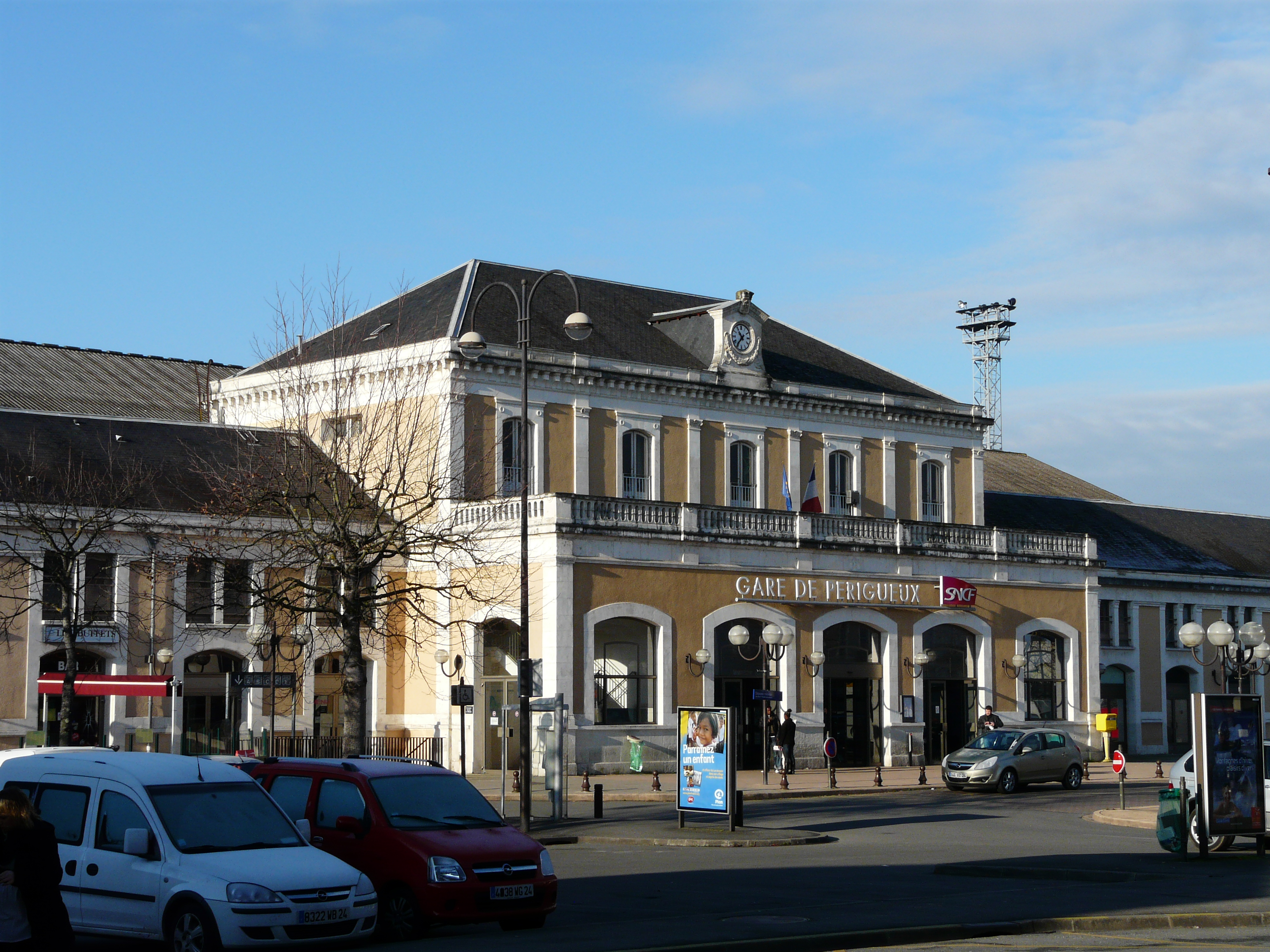
La gare de Périgueux.

La liste des gares de la Dordogne, est une liste des gares ferroviaires, haltes ou arrêts, situées dans le département de la Dordogne, en région Nouvelle-Aquitaine.
Liste actuellement non exhaustive, les gares fermées sont en italique.

## Gares ferroviaires des lignes du réseau national

### Gares ouvertes au trafic voyageurs
- Gare d'Agonac
- Gare de Belvès
- Gare de Bergerac
- Gare de Boulazac
- Gare du Bugue
- Gare du Buisson
- Gare de Château-l'Évêque
- Gare de Condat - Le Lardin
- Gare des Eyzies
- Gare de Gardonne
- Gare de La Coquille
- Gare de Lalinde
- Gare de Lamonzie-Saint-Martin
- Gare de Lamothe-Montravel
- Gare de Marsac (Dordogne)
- Gare de Mauzac
- Gare de Montpon-Ménestérol
- Gare de Mussidan
- Gare de Négrondes
- Gare de Neuvic (Dordogne)
- Gare de Niversac
- Gare de Périgueux
- Gare de Razac
- Gare de Saint-Antoine-de-Breuilh
- Gare de Saint-Astier
- Gare de Saint-Cyprien
- Gare de Saint-Léon-sur-l'Isle
- Gare de Saint-Pierre-de-Chignac
- Gare de Sarlat
- Gare de Siorac-en-Périgord
- Gare de Terrasson-Lavilledieu
- Gare de Thenon
- Gare de Thiviers
- Gare de Trémolat
- Gare de Vélines
- Gare des Versannes

### Gares fermées au trafic voyageurs: situées sur une ligne en service
- Gare de Couze
- Gare de Douzillac
- Gare du Got
- Gare de La Bachellerie
- Gare de La Cave
- Gare de La Gélie
- Gare de Limeyrat
- Gare de Mauzens-Miremont
- Gare de Milhac-d'Auberoche
- Gare de Périgueux-Saint-Georges
- Gare de Villefranche-du-Périgord

### Gares fermées au trafic voyageurs: situées sur une ligne fermée
- Gare de Carlux
- Gare de Castelnaud-Fayrac
- Gare de Cazoulès
- Gare de Vézac - Beynac

## Les lignes ferroviaires
- Ligne des Aubrais - Orléans à Montauban-Ville-Bourbon
- Ligne de Condat - Le Lardin à Sarlat (déclassée)
- Ligne de Coutras à Tulle
- Ligne d'Hautefort à Terrasson (déclassée)
- Ligne de Libourne au Buisson
- Ligne de Limoges-Bénédictins à Périgueux
- Ligne de Magnac - Touvre à Marmande (déclassée)
- Ligne de Niversac à Agen
- Ligne du Quéroy-Pranzac à Thiviers (déclassée)
- Ligne de Paris-Austerlitz à Bordeaux-Saint-Jean
- Ligne de Ribérac à Parcoul - Médillac (déclassée)
- Ligne de Siorac-en-Périgord à Cazoulès (déclassée)
- Ligne de Thiviers à Saint-Aulaire (déclassée)

## Les anciennes compagnies ferroviaires
- Compagnie du chemin de fer de Paris à Orléans ou PO
- Administration des chemins de fer de l'État